# McG
Pour les articles homonymes, voir MCG et Nichol.
Joseph McGinty Nichol, dit McG, est un réalisateur, producteur de cinéma et de télévision et ancien producteur de disques américain, né le 9 août 1968 à Kalamazoo dans le Michigan.
Il commence sa carrière dans l'industrie de la musique, réalisant des clips et produisant divers albums.
Plus tard, il se fait connaître avec son premier film Charlie et ses drôles de dames, qui connaît le week-end d'ouverture le plus rentable pour un premier film à l'époque. Ensuite, il réalise plusieurs autres films, co-crée la série télévisée Fastlane et produit de nombreux programmes télévisés tels que The OC, Chuck et Supernatural.
McG possède également une société de production, Wonderland Sound and Vision, fondée en 2001, qui supervise la production des films et émissions de télévision sur lesquels il travaille depuis Charlie's Angels : Les Anges se déchaînent !.

## Biographie

### Jeunesse et carrière musicale puis publicitaire
Joseph McGinty Nichol nait à Kalamazoo dans le Michigan. Il grandit ensuite à Newport Beach en Californie. Comme son oncle et son grand-père s'appellent également Joe, sa mère le surnomme très tôt "McG".
McG fréquente la Corona del Mar High School (en), où il fait la connaissance de Mark McGrath. Au départ, il voulait devenir le chanteur d'un groupe qu'il avait formé avec McGrath. Cependant, il préfère persuader McGrath d'être le chanteur principal. Au lieu de cela, McG travaille en coulisses en tant que producteur et spécialiste du marketing pour le groupe, jusqu'à l'âge de 22 ans. Il obtient ensuite un Bachelor of Arts en psychologie à l'université de Californie à Irvine. McG a pensé à fréquenter une école de médecine par la suite mais, fatigué d'étudier, il crée le label G Recordings en 1993. Il s'exerce aussi à la photographie, photographiant des groupes et des musiciens locaux, tout en gagnant de l'argent en conduisant un camion de livraison. Il a finalement amené à ce dernier emploi McGrath, qui était dans un état d'apathie dépressive après avoir obtenu son diplôme, et a décidé de s'essayer à nouveau en tant que leader d'un groupe,. Le groupe de McGrath publie plusieurs singles à succès sous le nom de Sugar Ray. Ils signent sur un label et partent en tournée. Mark  McGrath décrit McG comme un « psychologue, thérapeute et collaborateur [musical] ». Il l'aurait notamment convaincu d'enregistrer le titre Fly, qui deviendra un tube.
En 1995, McG produit le premier album Sugar Ray, Lemonade and Brownies. Il coécrit ensuite plusieurs titres du second opus, Floored (1997). McG emprunte 3 500 $ à son père pour réaliser le clip de la chanson Caboose. Celui-ci aidera le groupe à signer avec Atlantic Records et fait débuter la carrière de McG en tant que réalisateur de clips. Son travail sur les trois premiers clips de KoЯn le conduit à une collaboration avec Cypress Hill. Il devient ensuite un metteur en scène très prisé et réalisera une cinquantaine de clips tels que Santeria de Sublime, All Star de Smash Mouth et Pretty Fly (for a White Guy) de The Offspring. Il réalise également des documentaires sur Korn et Sugar Ray. En 1997, il est récompensé par Billboard Music Award pour la vidéo pop de l'année pour Walkin' on the Sun de Smash Mouth. Finalement, il se lance dans la publicité télévisée et réalise des spots pour la Major League Baseball et Coca-Cola. Sa publicité réalisée pour Gap est honorée au festival du film de Londres en 1999.

### Carrière cinématographique

#### Premier long métrage
Impressionnée par les clips de McG, l'actrice Drew Barrymore le contacte pour réaliser le long métrage Charlie et ses drôles de dames, adaptation cinématographique de la série télévisée Drôles de dames. Il accepte ce nouveau challenge, souhaitant se lancer dans des projets plus importants. Il présente sa vision du film aux dirigeants du studio, qui étaient initialement réticents. Sorti en 2000, le film est un succès commercial avec plus de 260 millions de dollars récoltés dans le monde entier, malgré un accueil plutôt mitigé dans la presse. Il fonde peu après sa société de production Wonderland Sound and Vision (en) qui signe un contrat avec Columbia Pictures en novembre 2000. McG remporte le prix de la révélation lors du festival du film de Hollywood 2002.

#### Confirmation
En février 2002, les producteurs Jon Peters et Lorenzo di Bonaventura l'embauchent pour réaliser le cinquième volet de la série de films Superman qui était alors un projet au développement compliqué. J. J. Abrams est engagé pour écrire un nouveau scénario pour le film, intitulé Superman: Flyby. Finalement, en septembre 2002, McG abandonne le projet et cède sa place à Brett Ratner, pour se focaliser sur Charlie's Angels : Les Anges se déchaînent !, qui sort en 2003. Par ailleurs, il crée et développe avec John McNamara la série Fastlane, diffusée en 2002 sur FOX. Malheureusement, elle ne connaitra qu'une seul saison de 22 épisodes, en raison de ses coûts de production élevés. Josh Schwartz l'approche ensuite, lui et sa partenaire Stephanie Savage, pour un autre projet de série télévisée, Newport Beach (2003), qui narre la vie de plusieurs adolescents dans la ville natale de McG, Newport Beach,. Alors qu'il devait réaliser lui-même le pilote, McG cède sa place à Doug Liman car il est alors trop occupé par la suite de Charlie's Angels. La série connaitra quatre saisons jusqu'en 2007.
Son 2e long métrage, Charlie's Angels : Les Anges se déchaînent !, sort en 2003. Avec 250 millions de dollars récoltés au box-office mondial, il n'est pas aussi lucratif que le premier volet. Peu après, Sony Pictures étend de trois ans supplémentaires son contrat avec sa société Wonderland Sound and Vision, avec des projets annoncés comme Hot Wheels, Airshow et Radiant, qui ne se concrétiseront finalement pas,,.
Le jugeant « bankable », Warner Bros. le recontacte en avril 2003, pour tenter de relancer le projet Superman: Flyby, après le départ de Brett Ratner et des difficultés rencontrées par la production. McG et les producteurs dépensent près de 15 millions durant la préproduction pour des storyboards, concept arts, repérages et réécritures de script. Cependant, McG finit par quitter encore une fois le projet, citant sa peur de l'avion pour se rendre à Sydney. C'est finalement Bryan Singer qui mettra en scène le film, rebaptisé Superman Returns et sorti en 2006. Avec Shaun Cassidy et Stephanie Savage, McG produit une autre série télévisée, La Famille Carver. Diffusée en 2004 sur The WB, elle ne connait qu'une seule saison. Il produit ensuite pour la même chaine la série Supernatural, diffusée dès 2005. Elle sera ensuite reprise par The CW.
Il continue sa collaboration avec Warner Bros. et revient à la réalisation avec le long métrage We Are Marshall (2006). Il s'agit d'un drame sportif sur l'équipe des Thundering Herd de Marshall qui a du se reconstruire après la mort de nombreux joueurs lors du crash du vol Southern Airways 932 en novembre 1970. Bien que la critique soit mitigée, McG est félicité pour sa capacité à raconter des histoires émotionnelles. Jessica Reaves du Chicago Tribune remarque que « McG fait preuve d'une nouvelle maturité. Des scènes qui auraient pu être jouées pour un effet macabre, comme l'accident d'avion et ses conséquences enflammées, sont traitées avec une efficacité habile. » Cependant, avec son budget de 35 millions, le film ne récolte que 43,5 millions. Il produit par ailleurs le film d'horreur Stay Alive (2006) de William Brent Bell, qui reçoit des critiques globalement négatives.
Il participe ensuite à un remake du film culte Les Tronches (Revenge of the Nerds) sorti en 1984. Sa sortie est prévue pour 2007 avec un budget de 12,5 millions de dollars. Le tournage devrait se dérouler à l'université Emory. Cependant, après avoir examiné le scénario, les responsables de l'université se retirent du projet, deux semaines avant le tournage, le qualifiant de « trop débauché ». Alors que le Agnes Scott College est choisi en remplacement, les producteurs décident finalement après deux semaines que le lieu n'est pas assez grand et que l'hiver arrivant, cela compliquera les scènes en extérieurs. De plus, le directeur du studio Peter Rice est déçu par les rushes. Le film ne sera jamais achevé.

#### Producteur de séries télévisées (années 2000)
En 2007, McG se consacre principalement à la télévision, en produisant l'émission musicale À la recherche de la nouvelle Pussycat Dolls et la série Chuck, cocréée par Josh Schwartz, son partenaire sur Newport Beach. Il réalise également plusieurs pilotes notamment Invisible pour la Fox et un autre projet intitulé Flash Back, qui ne donneront pas suite.
À l'été 2007, McG signe un accord de production avec Warner Bros. pour sa société Wonderland Sound and Vision. Cet accord implique la production de trois films par an dont il en réaliserait lui-même un. Plusieurs projets seront évoqués : Nightcrawlers, un film d'espionnage, Yucatan et Maintenance. Toujours en 2007, il est annoncé à la production d'un remake pour Fox de la série télévisée britannique Les Allumés, ce qui est accueilli très négativement par son acteur et cocréateur Simon Pegg et par les fans. Le projet sera ainsi annulé avant même la diffusion du pilote,. Il produit ensuite la web-série Sorority Forever (2008).
McG réalise ensuite Terminator Renaissance (2009), 4e volet de la franchise Terminator. Contrairement aux précédents opus, celui-ci se déroule dans le futur et montre la guerre entre les Humains et Skynet. Le film reçoit des critiques mitigées. Il récolte 371 millions de dollars dans le monde, bien en deçà des attentes et de son budget élevé.
Après cela, il est annoncé à la réalisation d'un remake de Vingt Mille Lieues sous les mers (1954) pour Disney, avec Sam Worthington en Capitaine Nemo,, mais le projet sera abandonné. Il réalise finalement la comédie d'espionnage Target. Il est un temps envisagé pour mettre en scène Ouija, ainsi qu'un projet spatial écrit par Dave Callaham pour la 20th Century Fox. On lui propose également de développer et réaliser un 5e volet de Terminator, dont les droits sont alors détenus par The Halcyon Company (en). Mais ils sont ensuite repris par le fonds de pension Pacificor ; McG n'est alors plus impliqué. Il devait également réaliser RIPD : Brigade fantôme, mais a du céder sa place à Robert Schwentke, pour se focaliser sur Target. Il produit ensuite la comédie pour adolescents DUFF : Le faire-valoir (2015).
Il tente un temps de développer une adaptation de la comédie musiale L'Éveil du printemps,, ou encore une adaptation du roman Dead Spy Running de Jon Stock,. Il est aussi attaché à de nombreux projets comme le thriller Medallion avec Nicolas Cage ou encore un film en prises de vues réelles pour Disney sur la Fée Clochette. Il sera également question d'une nouvelle adaptation de la nouvelle Les androïdes rêvent-ils de moutons électriques ? de Philip K. Dick, déjà portée à l'écran par Ridley Scott dans Blade Runner (1982),.

#### Années 2010 et 2020
Il continue la production de séries télévisées notamment avec Nikita, adaptation du film du même nom de Luc Besson. Elle est diffusée sur The CW dès 2010. Il réalise ensuite 3 Days to Kill, coécrit et produit par Luc Besson. Il y dirige notamment Kevin Costner et Amber Heard. L'accueil critique est très mitigé et le film ne récolte que 53 millions de dollars au box-office.
Il produit la série L'Arme fatale (2016-2019). Après avoir été annoncé à réalisation d'un film sur Les Maîtres de l'univers, il réalise finalement la comédie horrifique The Babysitter, diffusée sur Netflix fin 2017. Il dirige ensuite le film d'aventure Le Bout du monde (2019), également diffusé sur la plateforme.
Il dirige ensuite la suite de The Babysitter, The Babysitter: Killer Queen, diffusée en septembre 2020 sur Netflix.
Fin 2021, il débute le tournage de Uglies, adaptation des romans du même nom de Scott Westerfeld. Sa sortie est cependant retardée. Tourné bien après, son film suivant, Family Switch, est toutefois diffusé avant Uglies en 2023 sur Netflix. Toujours en 2023, il produit la série télévisée True Lies, adaptation du film True Lies (1994) de James Cameron, lui-même inspiré de La Totale ! (1991) de Claude Zidi. Il n'y aura qu'une seule saison.

## Filmographie

### Réalisateur

#### Cinéma
- 2000 : Charlie et ses drôles de dames (Charlie's Angels)
- 2003 : Charlie's Angels : Les Anges se déchaînent ! (Charlie's Angels: Full Throttle)
- 2006 : We Are Marshall (également producteur)
- 2009 : Terminator Renaissance (Terminator Salvation)
- 2012 : Target (This Means War) (également producteur)
- 2014 : 3 Days to Kill
- 2017 : The Babysitter (également producteur)
- 2019 : Le Bout du monde (Rim of the World) (également producteur)
- 2020 : The Babysitter: Killer Queen (également producteur)
- 2023 : Family Switch (également producteur)
- 2024 : Uglies (également producteur)
- prochainement : Way of the Warrior Kid

#### Télévision
- 2002-2003 : Fastlane : Co-créateur et producteur délégués / Réalisateur et co-scénariste (saison 1, épisode 1)
- 2007-2012 : Chuck : Producteur délégués / Réalisateur (saison 1, épisode 1)
- 2014-2016 : Les Mystères de Laura (The Mysteries of Laura) : Producteur délégués / Réalisateur (saison 1, épisodes 1 et 2)
- 2015 : Kevin from Work : Producteur délégués / Réalisateur (saison 1, épisodes 1 et 2)
- 2016-2019 : Shadowhunters : Producteur délégués / Réalisateur (saison 1, épisode 1)
- 2016-2019 : L'Arme fatale (Lethal Weapon) : Producteur délégués / Réalisateur (saison 1, épisodes 1 et 2)
- 2021 : Turner et Hooch (Turner & Hooch) :  Producteur délégués / Réalisateur (saison 1, épisode 1)

#### Clips
- 1997 : Who then now? de Korn
- 1997 : Santeria  de Sublime
- 2001 : Still smokin’ de Cypress Hill
- 2005 : The Offspring: Complete Music Video Collection (pour les titres Pretty fly (for a white guy) et Why don't you get a job?)

### Producteur / producteur délégué

#### Cinéma
- 2006 : Stay Alive de William Brent Bell
- 2010 : Fantasyland de Stephen Palgon (documentaire)
- 2012 : 12 heures (Stolen) de Simon West
- 2014 : Before We Go de Chris Evans
- 2014 : Comment séduire une amie (Playing It Cool) de Justin Reardon
- 2015 : DUFF : Le faire-valoir (The DUFF) d'Ari Sandel
- 2018 : When We First Met d'Ari Sandel
- 2018 : Moi, belle et jolie (I Feel Pretty) d'Abby Kohn et Marc Silverstein
- 2019 : Tall Girl de Nzingha Stewart
- 2020 : Holidate de John Whitesell
- 2021 : Love Hard d'Hernán Jiménez
- 2022 : Tall Girl 2 d'Emily Ting
- 2023 : Family Switch de lui-même

#### Télévision
- 2003-2007 : Newport Beach (The O.C.)
- 2004 : La Famille Carver (The Mountain)
- 2005-2020 : Supernatural
- 2007-2008 : À la recherche de la nouvelle Pussycat Dolls (Pussycat Dolls Present) (émission de télé-réalité)
- 2008 : Sorority forever (web-série)
- 2009 : Terminator Salvation: The Machinima Series (web-série)
- 2010 : Exposed (web-série)
- 2010-2011 : Human Target : La Cible (Human Target)
- 2010 : Ghostfacers (web-série)
- 2010-2013 : Nikita
- 2011-2013 : Aim High (web-série)
- 2020 : Kirby Jenner (web-série)
- 2021 : Turner & Hooch
- 2022-2023 : The Winchesters
- 2023 : True Lies
- 2023 : Average Joe

## Distinction

### Récompense
- 2002 : Hollywood Breakthrough Award au Hollywood Film Festival